# ハトシェプスト女王葬祭殿

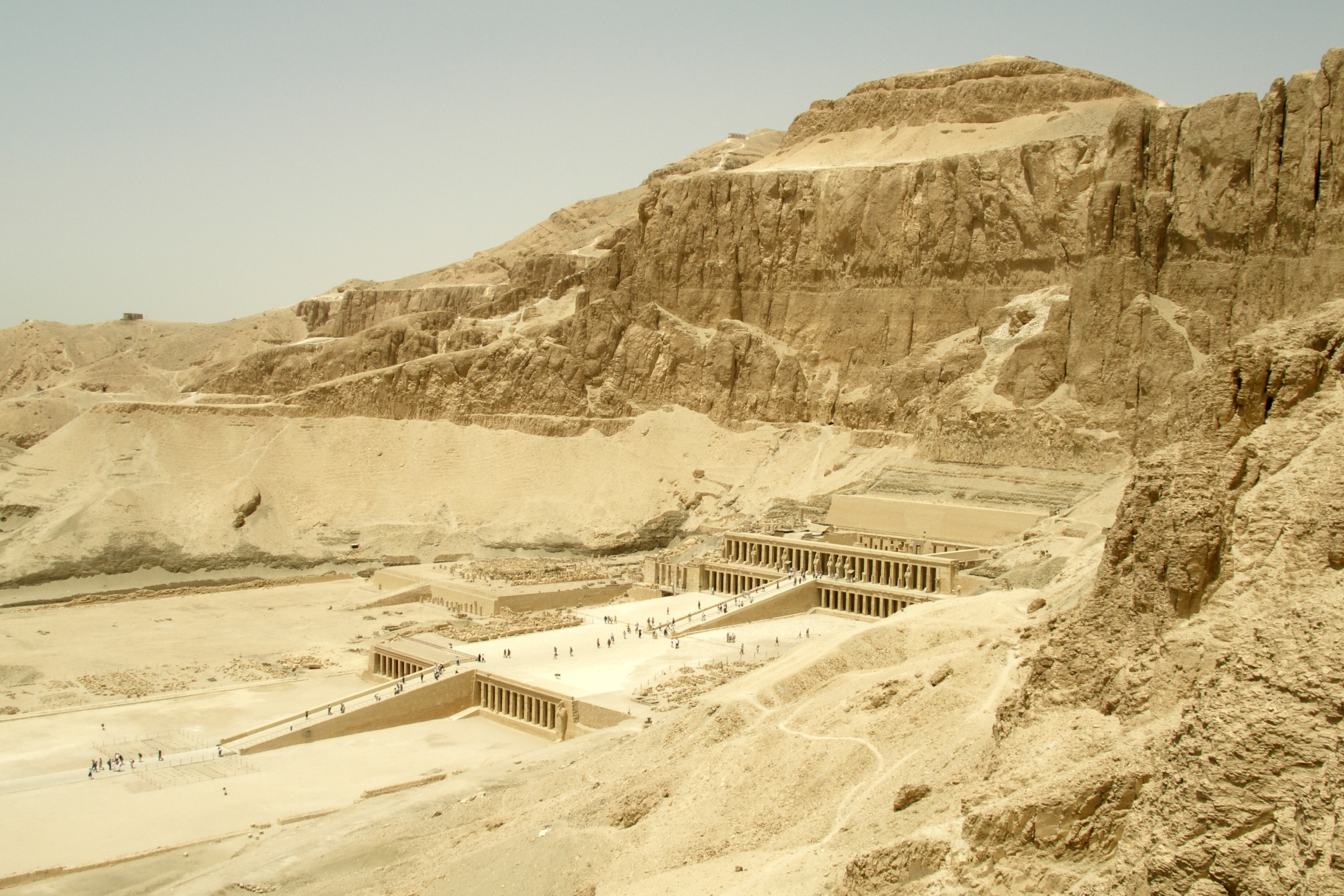
ハトシェプスト女王葬祭殿

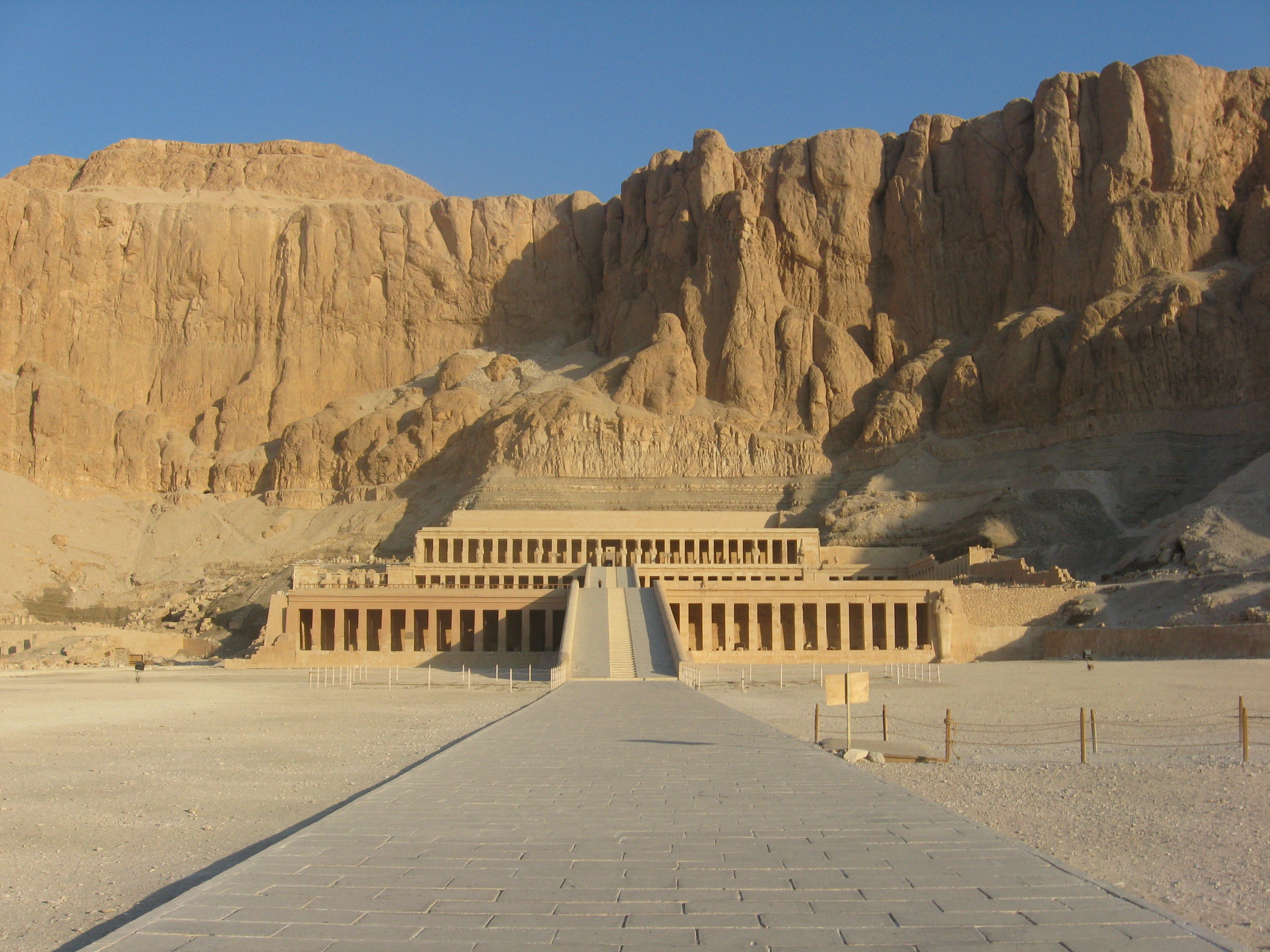
ハトシェプスト女王葬祭殿

ハトシェプスト女王葬祭殿は、エジプト・ルクソール西岸にある古代エジプト唯一人の女性ファラオ、ハトシェプストが造営した葬祭殿。ハトシェプストの側近で建築家センムトが設計を行った。後にトトメス3世によって壁画や銘文が削られるなど一部破壊を受けた。手前にはメンチュヘテプ2世の王墓があり、あわせて、デル・エル・バハリ（Deir el-Bahri。アラビア語で「北の修道院」の意味。後にコプト正教会の教会として使われていたため）とも呼ばれている。1997年11月、ルクソール事件の現場となり外国人58人を含む62人が亡くなる事件が発生し、その中には多くの日本人新婚旅行者も含まれた。

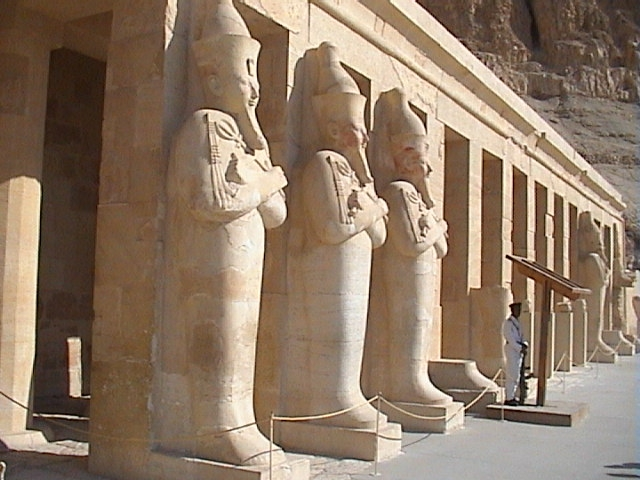
ハトシェプスト女王葬祭殿のオシリス神列像

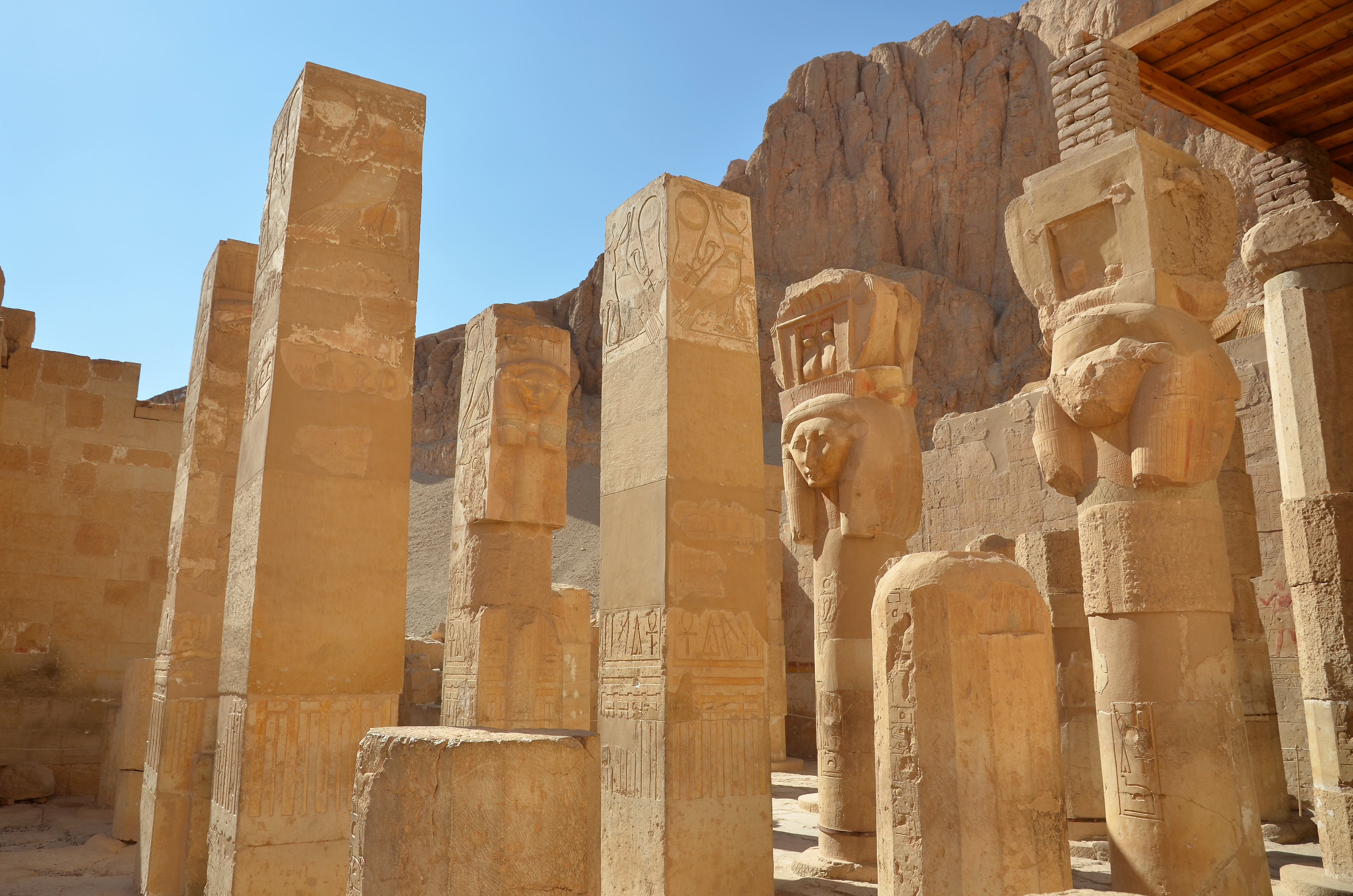
ハトシェプスト女王葬祭殿のハトホル柱